# 아이젠멩거 증후군
아이젠멩거 증후군(의학: Eisenmenger's syndrome, 또는 tardive cyanosis)는 심장에 결손이 있거나 심장 밖에 동맥관개존증이 있어서 폐동맥으로 다량의 혈액이 유입되어 폐동맥의 벽이 두꺼워지거나 막혀 생기는 질환이다. 처음에는 운동 등 격한 활동을 하는 경우에 청색증이 발생하나, 점차 일상생활을 영유하지 못하게 된다. 심장과 폐를 동시에 이식하여야 하나, 5년 생존률은 50%대에 불과해 장기적인 성적이 확실치 않다.